# Brücke von Alcolea
Die Brücke von Alcolea (Spanisch: Puente de Alcolea) ist eine historische Straßenbrücke über den Fluss Guadalquivir in der Provinz Córdoba in Spanien.

## Lage
Die Brücke liegt 10 Kilometer nordöstlich der Stadt  Córdoba zwischen den Ortschaften Alcolea und Los Angeles. Auf ihr überquerte die alte spanische Nationalstraße Carretera Nacional N-IV den Guadalquivir, während sie heute nur noch als Zubringer von Cordoba zur Autobahn Autovía A-4 Autovía Del Sur  in der Richtung von Madrid dient.
500 Meter flussabwärts führt eine Eisenbahnbrücke über den Guadalquivir, die zur Strecke von Cordoba nach Andujar gehört, von wo Bahnlinien in das obere Guadalquivir-Tal nach Jaén und gegen Norden nach Madrid führen. Nahe der Alcolea-Brücke verläuft auch die Schnellfahrstrecke Madrid–Sevilla der spanischen Eisenbahn.

## Geschichte
Der Bau der Brücke, die 20 Bögen und eine Gesamtlänge von 340 Metern hat, begann unter der Herrschaft von Karl III. um 1785 und dauerte bis 1792.
An der Brücke fanden zwei in der spanischen Geschichte bedeutende Kriegsereignisse statt:
In der ersten Schlacht an der Brücke von Alcolea im Spanischen Unabhängigkeitskrieg am 17. Juni 1808 unterlagen die Freiwilligenverbände unter der Führung von Pedro de Echavarri den französischen Truppen unter General Pierre Dupont de l’Étang, die anschließend die Stadt Cordoba einnahmen und ausplünderten.
Im so genannten Septemberaufstand nach dem Dritten Carlistenkrieg besiegten in der zweiten Schlacht an der Brücke von Alcolea am 28. September 1868 Verbände der Unión Liberal, angeführt von Francisco Serrano Domínguez, die Truppen von Königin Isabella II.